# Савой, Джин
Дуглас Юджин «Джин» Савой, (11 мая 1927, Беллингем, Вашингтон — 11 сентября 2007) — американский писатель, путешественник и религиозный деятель. Известен как открыватель более чем 40 «затерянных городов» в Перу.

## Биография
Во время Второй мировой войны служил стрелком корабельного орудия.
Получил известность в 1960-е годы благодаря своим экспедициям в глубокие джунгли в Перу. Заслугой Савоя считается открытие важнейших археологических памятников Перу, среди которых — Вилькабамба, последнее убежище Инки до окончательной победы конкистадоров. В следующем 1965 г. он был одним из первых европейцев, посетивших Гран-Пахатен.
В 1984 г., после 13-летнего перерыва, Савой снова стал путешествовать в Перу, и уже в следующем году объявил об открытии города Гран-Вилайя.
В 1969 г. Савой построил «Кувику» (Kuviqu), известный также как «Пернатый змей I» — камышовый плот древней конструкции. На этом плоту он со своей командой проделал путь около 3000 км вдоль берега Перу в Месоамерику с целью доказать, что перуанцы и мексиканцы ещё в древности могли поддерживать контакты друг с другом, и что легендарные герои Виракоча и Кецалькоатль были одним и тем же персонажем. Вскоре после этого он построил «Пернатого змея II», на котором со своей командой проплыл из США на острова Карибского моря, и далее в Центральную и Южную Америку, и наконец, на Гавайи, чтобы изучить океан и направления ветров.
Автор 60 богословских трудов, основал «новую теологию», получившую название «Косоларджи» (en:Cosolargy), и «Международную общину Христа, церковь Второго пришествия». Согласно его учению, второе пришествие Христа уже случилось, и что Христос — это его сын Джамиль.
Также автор 4 книг о своих открытиях, в том числе: «Антисуйу: Поиски затерянных городов Амазонии» (Antisuyo: The Search for the Lost Cities of the Amazon, 1970).
Умер у себя дома в г. Рино, штат Невада, в возрасте 80 лет от старости.

## Критика
Несмотря на свои выдающиеся открытия, Савой нередко подвергался критике за поверхностное владение историческим материалом, скоропалительные выводы, непродуманные действия, приведшие в ряде случаев к ущербу для открытых им же памятников истории.
Савой высказал ряд далеко идущих и не принятых большинством учёных гипотез. В частности, археологи подвергли критике его гипотезу, будто бы страна Офир, откуда царь Соломон привозил золото и драгоценности, была идентична Перу. При этом критики нередко сами допускали бестактные выпады в его адрес: так, один из критиков заявил, что найти руины в Перу «примерно так же трудно, как найти слона в зоопарке». Оспаривается первенство Савоя в открытии таких руин, как Вилькабамба и Гран-Пахатен. Скоропалительные публикации Савоя об открытых памятниках истории привлекали к памятникам многочисленных грабителей и торговцев древностями, и нередко памятники оказывались разграбленными до того, как их начинали исследовать археологи.